# نموذج بابكوك

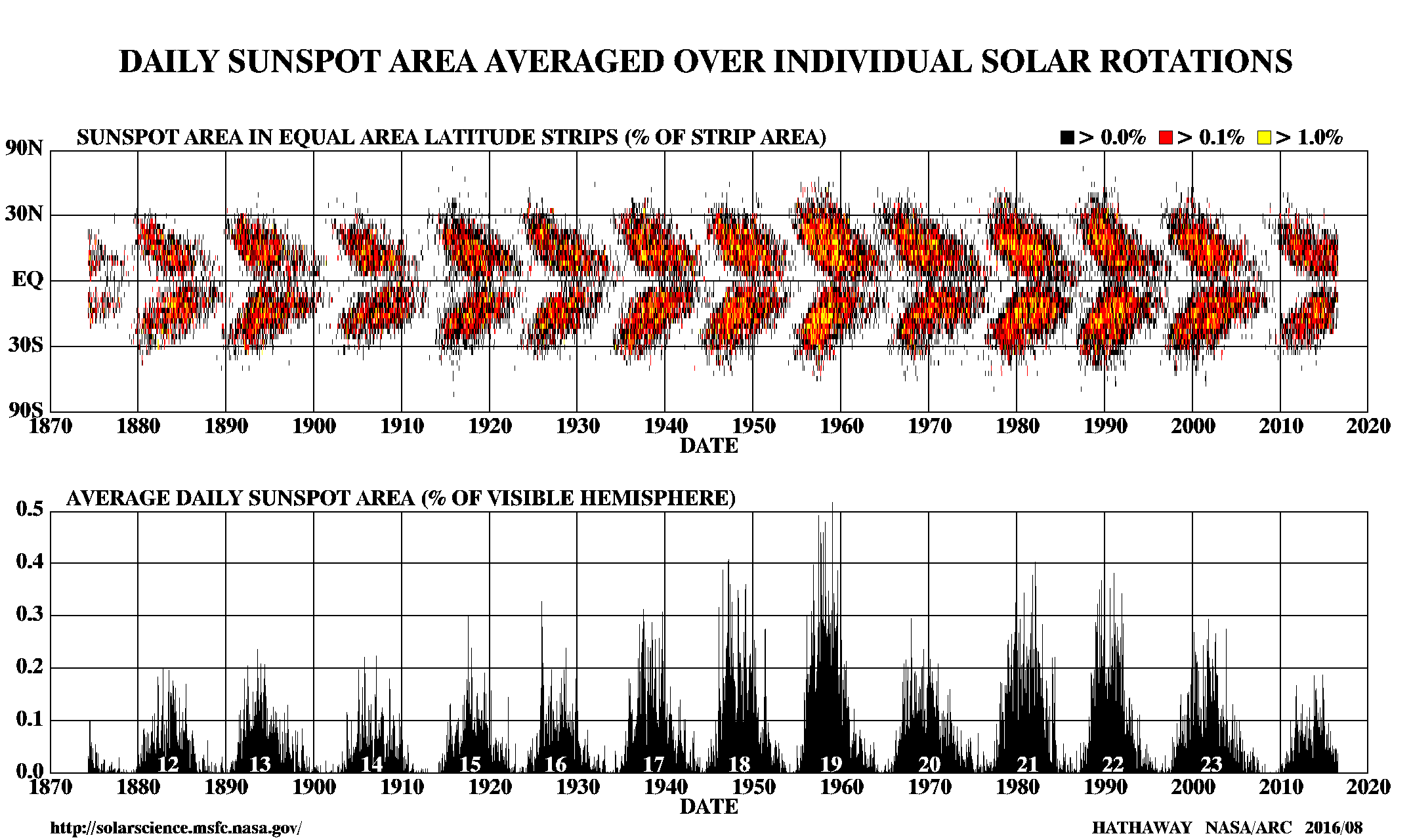

يصف نموذج بابكوك آلية يمكن أن تفسر الأنماط المغناطيسية والبقع الشمسية الملاحظة على الشمس.

## التاريخ
يبدأ الفهم الحديث للبقع الشمسية مع جورج هيل، الذي ربط المجالات المغناطيسية والبقع الشمسية. اقترح هيل أن فترة دورة البقع الشمسية هي 22 عامًا، تغطي انعكاسين قطبيين للحقل المغناطيسي الشمسي ثنائي القطب.
اقترح هوراس بابكوك في عام 1961 نموذجًا نوعيًا لديناميكا الشمس. تدعم الشمس مجالًا مغناطيسيًا متذبذبًا على النطاق الأكبر، مع دورية شبه ثابتة تبلغ 22 عامًا. يُعرف هذا التذبذب بدورة دينامو بابكوك-لايتون (بالاشتراك مع روبرت بي. لايتون)، والتي ترقى إلى التبادل التذبذب للطاقة بين مكونات المجال المغناطيسي الشمسي الحلقي والقطبي.

## دورة دينامو بابكوك لايتون
تتوافق دورة نصف دينامو مع دورة شمسية واحدة للبقع الشمسية. عند الحد الأقصى للشمس، يكون المجال المغناطيسي الخارجي ثنائي القطب قريبًا من الحد الأدنى من شدة دورة دينامو، لكن المجال الحلقي الداخلي رباعي الأقطاب، والمتولد من خلال الدوران التفاضلي، يقترب من أقصى قوته. في هذه المرحلة من دورة الدينامو، يجبر الارتداد الطافي داخل منطقة الحمل الحراري على ظهور مجال مغناطيسي حلقي عبر الغلاف الضوئي، مما يؤدي إلى ظهور بقع من المجال المغناطيسي المركّز المقابل للبقع الشمسية.
خلال مرحلة الانحدار للدورة الشمسية، تنتقل الطاقة من المجال المغناطيسي الحلقي الداخلي إلى المجال الخارجي، ويقل عدد البقع الشمسية. عند الحد الأدنى من الدورة الشمسية، يكون المجال الحلقي بالمقابل عند الحد الأدنى من القوة، والبقع الشمسية قليلة العدد، والحقل متعدد الأشكال في أقصى شدته. مع صعود دورة البقع الشمسية التالية التي تبلغ 11 عامًا، تنتقل الطاقة المغناطيسية مرة أخرى من المجال اللولبي إلى المجال الحلقي، ولكن بقطبية معاكسة للدورة السابقة. تستمر العملية في سيناريو مثالي ومبسط، تتوافق كل دورة من 11 سنة للبقع الشمسية مع تغير في قطبية المجال المغناطيسي واسع النطاق للشمس.